# Holly Hill (South Carolina)
Holly Hill is een plaats (town) in de Amerikaanse staat South Carolina, en valt bestuurlijk gezien onder Orangeburg County.

## Demografie
Bij de volkstelling in 2000 werd het aantal inwoners vastgesteld op 1281.
In 2006 is het aantal inwoners door het United States Census Bureau geschat op 1355, een stijging van 74 (5,8%).

## Geografie
Volgens het United States Census Bureau beslaat de plaats een oppervlakte van
3,5 km², geheel bestaande uit land. Holly Hill ligt op ongeveer 31 m boven zeeniveau.

## Plaatsen in de nabije omgeving
De onderstaande figuur toont nabijgelegen plaatsen in een straal van 24 km rond Holly Hill.